# Alberto Acinas Tovar
Alberto Acinas Tovar (Palencia, 1977), destacado pintor y músico del arte Eucalipto español.
Estudió Bellas Artes en la facultad de Bellas Artes de la Universidad de Salamanca y de Cuenca. Realiza su primera exposición colectiva en 1996, siendo seleccionado para el I Premio San Marcos de pintura, organizado por la Universidad de Salamanca, y desde entonces realiza una intensa actividad pictórica. Participa en numerosas exposiciones entre las que destacan las individuales en la facultad de Bellas Artes de Cuenca en 1998, en la galería Valle Quintana de Madrid en 2003; la exposición Bahía Banderas en la galería On Space de Bruselas; el Museo Experimental El Eco, dependiente de la Universidad Nacional Autónoma de México (UNAM) (2012), el Market Hotel de Brooklyn (2013) y en la galería Movart de Madrid (2018). Entre las colectivas destacan las celebradas en el Centro Cultural Conde Duque en Madrid, en la XVIII edición del Premio L´Oreal de Arte Contemporáneo en 2002, en el teatro Ensayo 100 en Madrid (2003), en la Facultad de Bellas Artes de Madrid en 2004, en la galería Espacio Guides en Madrid (2005), la galería Mad is Mad de Madrid y la galería Luis de Burgos, de la que fue artista representado; o en la G Gallery de Houston (2012).
Recibe el encargo para pintar el retrato de D. Antonio Colino, presidente de la Real Academia de Ingeniería que se expondrá en la galería de retratos de los presidentes de la institución en la sede del palacio del Marqués de Villafranca en Madrid.
Ha llevado a cabo numerosos murales de grandes dimensiones, como los realizados en el Festival Internacional de Arte Situaciones en Cuenca en el año 2001 o los creados como decorados para la película Caótica Ana de Julio Médem.

## Trayectoria como músico
Paralelamente a su actividad pictórica desarrolla una carrera musical. Inicialmente ofrece conciertos y realiza autoediciones sonoras con el sobrenombre de ORMO. De esta estrecha vinculación con el mundo musical nacen varios diseños de publicidad y carteles para conciertos de música electrónica y experimental o la creación de portadas de discos.
En 2015 el sello madrileño Tronicdisease publica su primera grabación en vinilo, el sencillo de 7 pulgadas titulado Cada cual con su mal. En 2016 el mismo sello publica su primer vinilo en 12 pulgadas El Péndulo con un gran recibimiento por parte de la crítica especializada que lo destaca en las principales listas de lo mejor del año.
En 2018 ficha por la agencia de management Industrias Bala que también edita en vinilo el LP Puntiagudo que se publica en octubre de 2019. En ese mismo año participa en el X aniversario del Festival Autoplacer en el Centro de Arte Dos de Mayo de Móstoles, con una de sus canciones recogida en el disco en vinilo editado por el colectivo para la ocasión.
En marzo de 2020 aparece en el programa de Televisión Española Un país para escucharlo a su paso por la ciudad de Palencia.